# Uncle Tom's Cabin (film, 1903, Lubin)
Uncle Tom's Cabin byl americký němý film z roku 1903. Režisérem byl Siegmund Lubin (1851–1923). Film měl premiéru v květnu 1903. Film je považován za ztracený.
Spolu se stejnojmenným snímkem Uncle Tom's Cabin od společnosti Edison Manufacturing Company se jedná o jednu z prvních filmových adaptací románu Chaloupka strýčka Toma od Harriet Beecher Stoweové. 

## Obsazení
| Siegmund Lubin | Simon Legree |